# 木下彩音
木下 彩音（きのした あやね、2000年〈平成12年〉2月21日 - ）は、日本の女優、タレント、モデル。京都府京都市出身。ホリプロ所属。

## 経歴
2015年9月23日、『第40回ホリプロタレントスカウトキャラバン #kawaii』でグランプリを受賞。応募総数3万9,702人。
9月27日、『アッコにおまかせ!』（TBS）の生放送でテレビ初出演。
10月20日、タレントとしての初仕事となる、ソフトバンク表参道の「1日店長」を務める。
11月9日、『週刊ヤングマガジン』（講談社）50号で、初表紙・初グラビアを飾った。
11月14日、東京都江東区で行われた「ザ・コーポレートゲームズ東京2015」に参加。リレーマラソンに出場し、ホリプロチームの第1走者として、人生の最長距離という3キロを17分16秒で完走した。
11月23日、ファッション雑誌『Ray』（主婦の友社）2016年1月号でモデルデビュー。
2016年2月1日、永谷園「朝のおひさま茶漬け編（お茶づけ海苔）」でCMデビュー。
10月19日、「2018年東京・中国映画週間」で公開された日中合作映画『在乎你（ツァイフーニー） WISH YOU WERE HERE 邦題:逢いたい』にメインキャストとして出演。中国でも2019年に公開され、中国デビューを果たす。
2018年9月15日、『ウルトラマンR/B』（テレビ東京系）に美剣サキ役として出演。初めての連続ドラマにレギュラー出演となる。
2019年1月19日、映画『かぞくわり』にメインキャストの一人である反抗期の娘という難しい役柄（松村樹月役）で出演。
4月1日、『めざましテレビ』（フジテレビ系）の「イマドキ」と「めざましじゃんけん」にイマドキガールとして出演開始。2022年3月まで3年間に渡りイマドキガールを務める。
4月18日、『THE突破ファイル』（日本テレビ系）のコーナー「突破交番」の巡査役として準レギュラーで出演開始。
2021年6月25日、映画『Bittersand』に初めてのヒロイン役として出演。井上祐貴、萩原利久らと共に高校3年生と25歳の二役を演じる。
11月13日、「第101回全国高校ラグビー大会」ハイライト番組のMCを務めることが発表される。第93回から第100回大会まで同番組のMCを務めた同じホリプロの先輩である小島瑠璃子の後任となる。
2022年3月1日、大丸松坂屋ブライダルギフトの春夏カタログに掲載され、人生初のウエディングドレス姿を披露する。
2023年8月6日、「KANSAI COLLECTION 2023 AUTUMN＆WINTER」で初めてランウェイを歩く。
同日、哔哩哔哩で中国語を流暢に披露。
同年10月29日、『仮面ライダーガッチャード』に姫野聖役で出演。
2024年、『忍者戦隊カクレンジャー 第三部・中年奮闘編』も含め、『ウルトラマン』『仮面ライダー』『スーパー戦隊』の3大特撮作品出演を達成するする。

## 人物
- 夢は、沢山の人に名前を知ってもらうこと[26]。
- 尊敬する女優は戸田恵梨香、石原さとみ[2]。好きな男性俳優は小栗旬、福士蒼汰[27]。
- 好きな食べ物は寿司[28]。特にウニとサーモン[29]。
- 座右の銘は「継続は力なり」[26]。
- 好きな色はピンク[30]。
- 長所は好きなものに一途なところ[30]。
- 趣味は御朱印集め[31][32]、映画鑑賞、食べ歩き[2]、ポムポムプリンのグッズ集め[28]。
- 東京大神宮の参拝をきっかけに御朱印集めにはまった[33]。
- 中国と韓国の映画が好きで、中国映画は字幕無しでも内容を理解できる[34]。
- 特技は水泳[28]。また、中国語（勉強中）[35]が得意。
- 好きな動物は犬[29]。
- 中学時代はソフトテニス部に所属[10]。保健委員を担当[36]。
- 日記を毎日書いている[37]。
- リフレッシュ法はホットヨガや半身浴、泣くことでストレス解消する涙活（るいかつ）[38]。泣ける映画やドラマを観ている[29]。
- 中国語検定（HSK）4級合格。5級取得に向け勉強中[39]。
- 梅湯のモデルをきっかけにサウナにハマる[40]。

## 出演

### テレビドラマ
- シグナル 長期未解決事件捜査班 第6話（2018年5月15日、カンテレ・フジテレビ系） - 矢部香織（高校時代） 役[41]
- ウルトラマンR/B 第11話 - 第24話（2018年9月15日 - 12月15日、テレビ東京） - 美剣サキ 役[13]
- ぬけまいる〜女三人伊勢参り 第1話・第6話（2018年10月27日・12月8日、NHK総合）[42]
- 大岡越前5 第3話（2020年1月24日、NHK BSプレミアム） - 久乃（奥女中） 役[43]
- シンデレラはオンライン中! 第1話・第2話・第4話・第5話・第8話・第9話（2021年1月13日・20日・2月3日・10日・3月4日・10日、フジテレビ） - 武田春香 役[44]
- やっぱりおしい刑事 第2話（2021年3月14日、NHK BSプレミアム） - 奈良原薫 役[45][46]
- ワンモア 第1話 - 第6話（2021年4月6日 - 5月10日、メ〜テレ / 2021年4月10日 - 2021年5月14日、テレビ神奈川 / 2021年5月6日 - 6月10日、千葉テレビ / 2021年8月1日 - 、ABCテレビ / 2021年11月29日 - 、九州朝日放送） - 相沢愛 役[47]
- 古見さんは、コミュ症です。 第7話（2021年10月18日、NHK総合） - 緑川 役[48]
- 探偵が早すぎる 春のトリック返し祭り（2022年4月14日 - 6月16日、読売テレビ・日本テレビ系） - 美津山葉子 役[49]
- 商店街のピアニスト 第8話（2022年11月21日、BS松竹東急） - 後藤麻由美 役[50]
- 勝利の法廷式 第6話（2023年5月18日、読売テレビ） - 麻生日奈 役[51]
- 仮面ライダーガッチャード 第9・10・44・45話（2023年10月29日・11月12日・2024年7月14日・21日、テレビ朝日） - 姫野聖 役[52][53]
- 佐原先生と土岐くん 第6話 - 第8話 （2024年1月18日 - 2月1日、MBS） - 沙魚川先輩 役[54]
- パーフェクトプロポーズ （2024年2月5日、4月8日 - 5月13日、フジテレビ（関東ローカル）/ 6月3日 - 7月8日、BSフジ） - ひより 役[55][56]
- 0.5D（2024年12月4日 - 25日 、BS日テレ） - 村瀬里奈 役[57]

### 配信ドラマ
- シンデレラはオンライン中!（2021年1月12日 - 、FOD / YOUKU） - 武田春香 役[58]
- ワンモア（2021年3月8日、Amazonプライム・ビデオ） - 相沢愛 役[59]
- 探偵が早すぎる～春のトリック返し祭り～Huluオリジナルストーリー 10.5話『やっぱり探偵が早すぎる』（2022年6月17日、Hulu） - 美津山葉子 役[60]
- パーフェクトプロポーズ（2024年2月2日 - 、FOD） - ひより 役[61]
- パーフェクトプロポーズ　メイキングLong Ver.（2024年3月7日 、FOD） - ひより 役
- プロ彼女の条件 第8話（2024年4月23日、BUMP） - 千秋 役[62]
- 忍者戦隊カクレンジャー 第三部・中年奮闘編（2024年8月4日、東映特撮ファンクラブ）- ガーベラ 役[63]
- 旦那のアレもらってください（2024年12月20日、BUMP）- 倉成美結 役
- 山の神様（2025年3月28日、YouTube）- ミサト 役
- 東京彼氏（2025年6月、YouTube）

### テレビ番組
- 第40回ホリプロタレントスカウトキャラバン（2015年10月2日、テレビ東京）[64][65]
- 第40回ホリプロタレントスカウトキャラバン 美少女たちのサバイバル（2015年10月17日、BSジャパン）[66]
- バラいろダンディ（2019年1月7日 - 3月25日、TOKYO MX） - 月曜バーディ[67]
- THE突破ファイル（日本テレビ）
  - 珍獣ドクターの事件簿（2019年3月7日） - 芝崎美佳 役[68]
  - 突破交番 - 小嶋美希巡査（2019年4月18日 - 12月19日）、木下巡査（2019年7月11日のみ）、美希巡査（2020年1月9日 - ）、婦人警官 役、不定期出演
- めざましテレビ（フジテレビ）
  - イマドキ（2019年4月1日 - 2022年3月25日、全65回）[69]
  - めざましじゃんけん（2015年9月24日・2019年4月1日 - 2022年3月21日、全33回）
- 現代リロンの基礎知識 第1回「プロスペクト理論」（2021年3月20日、NHK総合） - ユメコ 役[70]
- 技研公開2021 未来のテレビを見てみよう（2021年6月6日、NHK総合） - ユメカ 役[71]
- ぐるナイ（2021年10月21日、日本テレビ）[72] - 美希巡査 役
- 土曜のよんチャンTV（2021年12月25日、毎日放送）[73]
- 第101回全国高校ラグビー大会ハイライト（2021年12月28日 - 2022年1月8日、毎日放送・TBS）[74][75][76][77][78][79]
- 日曜日の初耳学（2022年1月30日・11月6日、TBS）[80][81]
- 第102回全国高校ラグビー大会ハイライト「ノーサイド劇場～高校ラグビー青春ノンフィクション～」（2022年12月28日 - 2023年1月6日、毎日放送・TBS）[82]
- オドオド×ハラハラ（2023年12月30日、フジテレビ） - 舞子 役[83]
- HiHi JetsのHiしか言いません! （2024年4月21日・6月15日、テレビ東京）

### ラジオ
- かかあデンパ（2019年4月26日、FM GUNMA）[84]
- さまぁ〜ず三村マサカズと小島瑠璃子の「みむこじラジオ!」（2021年6月26日、ニッポン放送）[85]
- カメレオンパーティー（2021年7月4日、NACK5）[86]
- MBSベースボールパーク（2021年12月26日、MBSラジオ）[87]

### 映画
- 逢いたい（2018東京・中国映画週間で上映、中国映画）
- 春待つ僕ら（2018年12月14日、ワーナー・ブラザース）[88]
- かぞくわり（2019年1月19日、日本出版販売） - 松村樹月 役[14]
- 劇場版 ウルトラマンR/B セレクト！絆のクリスタル（2019年3月8日、円谷プロダクション） - 美剣サキ 役[89]
- 在乎你 WISH YOU WERE HERE 邦題:逢いたい（2019年4月、中国、畢国智監督、日本では2018年10月に「2018 東京・中国映画週間」で公開、2021年9月16日-20日にゆうばり国際ファンタスティック映画祭で公開[90]） - 恵子 役
- 記憶の技法（2020年11月27日公開、KAZUMO） - 鹿角華蓮の友達 役[91]
- ブレイブ -群青戦記-（2021年3月12日公開、東宝） - 小池翔子 役[92]
- Bittersand（2021年6月25日公開、ラビットハウス） - ヒロイン・石川絵莉子 役[18]
- 松島トモ子サメ遊戯（2024年9月14日に国際サメ映画祭にて公開、日本では2024年10月19日にフクヤマニメ　福山国産サメ映画まつりで公開、2025年4月4日に全国公開） - ヤングトモ子 役[93][94]
- パーフェクトプロポーズ Dream Edition（2024年10月25日公開、カルチュア・パブリッシャーズ） - ひより 役[95]

### CM
- カラーコンタクト「ナチュラリ」WEB広告（2015年）[96]
- 永谷園「お茶づけ海苔」（2016年）[11]
- Yahoo! JAPAN「Yahoo!ニュース アプリ」（2016年）[97]
- 三菱UFJ銀行 Web CM（2019年）[98]
- おもちゃ王国 プロモーションビデオ（2019年・2020年）
- 放置少女〜百花繚乱の萌姫たち〜「Strong Woman」篇（2020年、FightSong株式会社） - メイドの店員 役[99]
- カラオケアプリ「Pokekara」（2020年） - CM冒頭で瑛人の「香水」を歌唱[100]
- 瀬戸内 NATURAL FIELDプロモーションビデオ（2022年）
- おもちゃ王国2022年夏シリーズ（2022年）
- サウナの梅湯のグッズモデル（2023年）[101]

### ミュージックビデオ
- Animelo Summer Live 2019 -STORY-「CROSSING STORIES」[102]
- GIRLFRIEND「sky & blue」 - 女子高校生 役[103]
- ケツメイシ「走り続けた日々」（2021年12月1日） - マネージャー 役[104]
  - 第101回 全国高校ラグビー大会 テーマソングMV（2021年11月23日）[105]
  - 第102回 全国高校ラグビー大会 テーマソングMV（2022年12月20日）[106]
- HANDSIGN「かさね」（2023年6月25日）[107]
- ケツメイシ「泣いても笑って」（2024年4月8日）

### ネット配信
- 「古い日記～Stay Home MIX～」チーム登坂ver.（2020年5月23日、YouTube）[108]
- チャンスの時間（2021年3月3日・10日・17日、AbemaTV）[109][110][111]
- ハライチのYAMi（2021年6月17日・24日、smash.）[112]
- ぺこぱチャンネル「一人突破交番！！」声だけ（2021年2月8日、YouTube）[113]
- ゲーム実況はじめました。〜女子アナゲーマー宇内e〜チャンネル【マリオカート ライブ ホームサーキット】木下彩音さんと宇内アナのおうちレーシング！（2021年6月12日、YouTube）[114]
- ゆうばり国際ファンタスティック映画祭のオープニングセレモニー（2021年9月16日、Hulu）[115]
- インスタライブ（2021年9月30日・2022年1月20日・5月31日・2023年12月25日）[116][117]
- 尊哉の部屋（2021年10月4日、TSUBURAYA IMAGINATION）[118]
- 『探偵が早すぎる』メイキング！NGカット集（2022年5月28日・31日、YouTube）
- 「私たちの祭り探検」#13 熊本県・山都町 矢部の八朔祭、#25 佐賀県・鹿島市 琴路神社神幸祭、#29 高知県・佐川町 斗賀野花取踊り、#35 茨城県・古河市 提灯竿もみまつり、#42 神奈川県大磯町　大磯左義長（2022年9月27日・12月7日・24日・2023年1月16日・2月20日、YouTube）[119]
- おもちゃ王国公式チャンネル「おもちゃだ！祭りだ！〜あやねおねえさんといっしょにダンス〜」おもちゃ王国公式チャンネル（2022年10月3日、YouTube）
- 【木下彩音】BS松竹東急ドラマ『商店街のピアニスト』出演決定の挨拶動画、ホリプロ公式チャンネル（2022年11月15日、YouTube）[120]
- 其原有沙の有沙インわんだーらんど!（2023年3月24日、Radiotalk）[121]
- 「仮面ライダーガッチャード」第9・第10・44・45話のオーコメ（副音声）版（2023年10月29日・11月12日・2024年7月21日）東映特撮ファンクラブで副音声に挑戦[122][123]
- 牛たんねぎし公式チャンネル
  - 【ソロキャンプ】木下彩音が人生初のソロキャンに挑戦🏕真冬に食べる『牛たんシチュー』が美味しすぎた！（2024年2月16日、YouTube）[124]
  - 【ソロキャンプ】女優が作るキャンプ飯！真冬にアヒージョとワインは優勝すぎる♡（2024年2月23日、YouTube）[125]
- ブカピ部活ONEチャンネル「【ブカピ軽音楽部：FINAL】アワード～No.1バンド決定の瞬間～」（2024年5月30日、YouTube）
- しくじり先生2019年放送DC版（2024年8月23日、AbemaTV）
- BOMBチャレンジ（2024年9月9日・2025年2月7日、BOMBweb）[126][127]
- 忍者戦隊カクレンジャー　第三部・中年奮闘編メイキング（2024年9月29日、TTFC）
- プライベートジムArCHONチャンネル「お腹凹まします美しい腹筋作り」（2024年10月から不定期に配信、YouTube）
- 山本康平の忍び道「忍者戦隊カクレンジャー第三部・中年奮闘編」潜入編　後輩忍者が先輩忍者の現場に忍び込んで来たの巻（2024年11月3日、TTFC）
- 日本リグランド株式会社YouTubeチャンネル「伏見の魅力発信ロケ・インタビュー」（2024年12月、YouTube）
- チーマガプラスYouTubeチャンネル【女子旅×ラーメン】「古民家ヌードゥル黒揚羽森住」の絶品ラーメン！ （2025年7月、YouTube）

### イベント
- 第40回ホリプロタレントスカウトキャラバン #kawaii 決戦大会（2015年9月23日、品川ステラボール）[2]
- ザ・コーポレートゲームズ東京2015（2015年11月14日、夢の島陸上競技場）[10]
- 関西コレクション2016S/S（2016年2月28日）[128]
- わくわくふれあい美容師イベント（2016年9月19日、ウィングス京都）[129]
- ウルトラマンフェスティバル2018[130]（2018年8月25日、サンシャインシティ） - ひらかたパークでは、美剣サキと「古き友」になって写真が撮れる顔出しパネルを展示[131]。
- 東京写真美術館で日中合作映画『逢いたい』の舞台挨拶が行われ、監督の畢国智、主演の兪飛鴻と共に登壇(2018年10月24日)[12]。
- 2018東京・中国映画週間「第3回ゴールドクレイン賞 授賞式」がニコニコ動画で生配信された(2018年10月26日)[132]。
- 木下彩音1stファンイベント～みんなのこと、覚えます！（2018年12月22日） - 1回目は木下と『ウルトラマンR/B』最終回の鑑賞会、2回目はトークショーがメイン[133]。
- ウルトラヒーローズEXPO2019 ニューイヤーフェスティバル バトルステージ（2018年12月29日 - 2019年1月6日） - 声のみ出演。衣装や小道具も展示[134]。
- 木下彩音19thバースデーパーティー☆（2019年2月23日、池袋パーティスペースGrafica） - トークショー、お客様参加型Q&A、2ショットチェキ撮影[135]。
- おもちゃ王国のメルちゃんアイランドオープンイベント（2019年3月21日）
- ウルトラヒーローズEXPOニュージェネレーションワールド IN 東京ソラマチ（2019年3月21日 - 4月7日） - 木下のサイン入り美剣サキと「古き友」になって写真が撮れる顔出しパネルや、ハロウィンの回の木下の写真などを展示[136]。
- WithToys摩登上海玩界展（2019年8月10日）[137]
- 其原有沙 感謝祭2019（2019年8月31日） - お祝い映像[138]。
- 映画「かぞくわり」舞台挨拶（2019年12月8日、京都みなみ会館）[139]
- SHOWROOM「小さな国ちゃんねる」公開生配信（2020年10月30日・11月19-20日、スモールワールズ） - 配信終了後、1/80サイズのフィギュアが中国エリアとショーケースに展示[140][141]。
- 映画「Bittersand」公開直前同窓会イベント 完成披露試写会 東京・スペースFS汐留[142]、インスタライブ（2021年6月23日）、舞台挨拶（2021年6月25-27日・7月13-14日 アップリンク吉祥寺、7月4日 アップリンク京都）、公開記念ホリプロYouTubeチャンネル生配信（2021年6月26日）
- KANSAI COLLECTION 2023 AUTUMN＆WINTER、京セラドーム、YouTubeとTikTokで生配信（2023年8月6日）、入場者には出店企業の試供品や割引券、応援うちわなどが支給された。[143]
- 映画「松島トモ子サメ遊戯」舞台挨拶・サイン会（2025年4月5日 池袋シネマ・ロサ、シネマート新宿）

### その他
- ウルトラマンR/B Blu-ray BOXII 特典映像、リーフレット（2019年2月26日、BD）
- ウルトラマンR/B DXルーブジャイロ -美剣サキ仕様-（2019年3月、玩具） - 美剣サキ 役
- 春待つ僕ら Blu-ray メイキング・オブ春待つ僕ら（2019年5月、BD）
- 劇場版ウルトラマンR/B セレクト!絆のクリスタル（特装限定版）メイキング〈ドラマ編〉（2019年7月26日、BD）
- ブレイブ -群青戦記-特典DISK （2021年7月21日、BD）
- 大丸松坂屋ブライダルギフト春夏カタログ（2022年3月）[144]
- 大丸松坂屋ブライダルギフト秋冬カタログ（2022年9月）[145]
- 探偵が早すぎる メイキング映像、リーフレット（2022年11月9日、BD）
- ホリプロ・スクエアの優希美青オフィシャルサイトに優希美青とのツーショットを2枚公開[146]（2022年11月15日）
- TSUBURAYA IMAGINATIONのニュージェネレーションウルトラマンガイドウルトラマンR/B編に掲載（2023年7月）
- 勝利の法廷式 リーフレット、メイキングの長回し集にモザイクがかかった状態で出演（2023年12月、BD）
- 【#教えてキミのこと。ボムQ＆A】木下彩音ちゃん編（2024年4月9日・2025年3月7日、BOMBweb）[147][148]
- 佐原先生と土岐くん　Blu-ray-BOXリーフレット（2024年6月7日、BD）
- パーフェクトプロポーズ　メイキングLONGバージョン、リーフレット（2024年7月3日、BD）
- ボードゲーム『サメポリー』プロモーションショートムービー（2024年７月、DVD）
- 大崎駅にグランプリ9周年と美剣サキ登場6周年をお祝いしたポスターが掲載された（2024年9月23日）
- 忍者戦隊カクレンジャー第三部・中年奮闘編メイキング（2025年3月、BD）
- 0.5D メイキング、リーフレット（2025年4月、BD）
- サメポリー・ザ・ムービー（2025年5月、DVD）

## 書籍

### 雑誌
- 週刊文春 2015年10月8日号（2015年10月1日発売、株式会社文藝春秋） - 雑誌デビュー
- 週刊ヤングマガジン 2015年50号・2021年18号（2015年11月9日・2021年3月29日発売、講談社） - 初表紙・初グラビア
- 日経エンタテイメント 2015年12月号（2015年11月4日発売、日経BP）
- POTATO 2015年12月号（2015年11月7日発売、学研プラス）
- Ray 2016年1月号（2015年11月23日発売、主婦の友社） - モデルデビュー[10]
- duet 2015年12月号・2016年1月号・2018年1月号・9月号（2015年11月7日・12月7日・2017年12月7日・2018年8月7日発売、ホーム社）
- wink up 2016年1月号（2015年12月7日発売、ワニブックス）
- CM NOW vol.179（2015年2月10日発売、玄光社）
- BOMB 2016年7月号、2019年7月号よりボムナビ連載中（2019年6月9日発売分より、ONE PUBLISHING）
- 宇宙船 vol.162（2018年10月1日発売、ホビージャパン）
- 週刊東京ウォーカー＋ 2018年No.40 （2018年10月3日発売、角川書店）
- 少年サンデー 2018年51号（2018年11月14日発売、小学館）
- ザテレビジョン 2018年11/16号（2018年11月16日発売、角川書店）
- FRIDAY2018年12/21号（2018年12月7日発売、講談社）
- 月刊美術の窓2019年1月号（2018年12月20日発売、生活の友社）
- ウルトラ特撮 PERFECT MOOK（2020年7月9日・2021年7月8日販売、講談社）
- ワッグル（2021年6月21日、実業之日本社）
- 週刊SPA！（2021年6月29日、扶桑社）
- BARFOUT! 2021年8月号 Vol.311（2021年7月23日発売、幻冬舎）
- FLASHスペシャル グラビアBEST 2023年新年「トップアイドル総登場」号（2022年12月22日発売、光文社）
- 東映特撮ファンブック2024秋号・2025冬号
- 週刊大衆 2025年4月21日号（2025年4月7日発売、双葉社）
- チーマガ2025年vol.22（2025年7月、株式会社アイ・クリエイト、18、19、34、35、48、49頁）

### デジタル写真集
- 木下彩音 キノシタ。（2019年4月15日、2018サンデー51号愛蔵版）
- 木下彩音、グラから見るか？エモから見るか？（2021年1月13日・20日、講談社 / ヤンマガWeb）

### その他
- NEXTGIRL図鑑 2019（2018年11月19日発売、玄光社）
- ULTRAMAN R/B VISUAL BOOK（2018年12月、円谷プロダクション）
- ウルトラマンR/B超全集 てれびくんデラックス〔愛蔵版〕（2019年3月 / 電子書籍版：2021年2月19日、小学館）
- ウルトラマン おはなしえほん R/B ジード オーブ（2019年8月、ポプラ社）
- 円谷プロダクション ヒロイン グラフィティ（2021年3月31日、ネコ・パブリッシング、36頁）
- 日本のまつり探検プロジェクトまつりと2022-2023記録集（2024年1月、マーケティングジャパン株式会社、11頁）
- ドラマ『パーフェクトプロポーズ』公式ビジュアルブック（2024年5月21日、海王社、19、62、66、68頁）
- 仮面ライダーガッチャード公式完全読本（2025年3月、ホビージャパン）